# Iuri Pàntxenko
Iuri Pàntxenko   (Kíiv, 5 de febrer de 1959) és un jugador de voleibol ucraïnès, ja retirat, que va competir sota bandera de la Unió Soviètica durant les dècades de 1970 i 1980.
El 1980 va prendre part en els Jocs Olímpics d'Estiu de Moscou, on guanyà la medalla d'or en la competició de voleibol. El boicot soviètic als Jocs de Los Angeles de 1984 va impedir la seva participació en uns altres Jocs fins als de 1988, a Seül, on va guanyar la medalla de plata en la mateixa competició.
En el seu palmarès també destaquen dues medalles en el Campionat del Món de voleibol, d'or el 1982 i de plata el 1986; dues medalles en la Copa del Món de voleibol, d'or el 1981 i de plata el 1985 i cinc medalles d'or en el Campionat d'Europa de voleibol, el 1979, 1981, 1983, 1985 i 1987.
A nivell de clubs s'inicià al Lokomotiv Kiev, per posteriorment fitxar pel CSKA Moscou, amb qui va guanyar set campionats soviètics, tres copes soviètiques i sis Copes d'Europa (1982, 1983, 1986, 1987, 1988, 1989) i dues Supercopes d'Europa (1987 i 1988). Posteriorment jugà en diversos equips italians, retirant-se el 1994.
Una vegada retirat passà a exercir tasques d'entrenador. Entre el 1996 i el 2005 ho va fer en diferents equips d'Itàlia. El 2007 passà a ser l'entrenador de la selecció russa, feina que combinà amb la d'entrenador del Dinamo-Iantar de Kaliningrad. També ha entrenat al Lokomotiv-Belogorye (2008-2011), el Kuzbass (2011-2012), l'equip femení del Dinamo de Moscou (2015-2017) o la selecció nacional femenina del Kazakhstan.